# Résolution 247 du Conseil de sécurité des Nations unies
Membres permanents
- Chine (Taïwan)
- États-Unis
- France
- Royaume-Uni
- URSS

Membres non permanents
- Algérie
- Brésil
- Canada
- Danemark
- Éthiopie
- Hongrie
- Inde
- Pakistan
- Paraguay
- Sénégal

Résolution no 246 Résolution no 248
La Résolution 247  est une résolution du Conseil de sécurité des Nations unies adoptée le 18 mars 1968, dans sa 1398e séance afin de prolonger de trois mois la présence de la Force des Nations unies chargée du maintien de la paix à Chypre normalement prévue pour se retirer le 26 mars 1968 en réponse du rapport du Secrétaire général et de la demande du gouvernement chypriote. En effet, l'île est toujours en proie à des affrontements entre les communautés grecques et turques. Cette force sera retirée si des efforts suffisants ont été réalisés par les parties au conflit. Le Conseil de Sécurité demande par ailleurs à celles-ci de faire preuve de la plus grande modération et de poursuivre leurs efforts pour la résolution du conflit.

## Vote
La résolution a été adoptée à l'unanimité.

## Résolutions connexes
- Résolution 186 du 4 mars 1964
- Résolution 187 du 13 mars 1964
- Résolution 192 du 20 juin 1964
- Résolution 193 du 9 août 1964
- Résolution 194 du 25 septembre 1964
- Résolution 198 du 18 décembre 1964
- Résolution 201 du 19 mars 1965
- Résolution 206 du 15 juin 1965
- Résolution 207 du 10 août 1965
- Résolution 219 du 17 décembre 1965
- Résolution 220 du 16 mars 1966
- Résolution 222 du 16 juin 1966
- Résolution 231 du 15 décembre 1966
- Résolution 238 du 19 juin 1967
- Résolution 244 du 22 décembre 1967

## Texte
- Résolution 247 Sur fr.wikisource.org
- Résolution 247 Sur en.wikisource.org